# رندة حبيب
رندة حبيب (بالفرنسية: Randa Habib)‏ (ولدت في بيروت) هي صحفية لبنانية-فرنسية. كانت مديرة مكتب وكالة فرانس برس في عماّن، الأردن.

## النشأة والدراسة
ولدت رندة حبيب في بيروت لفريد حبيب، سفير لبنان سابقا في يوغسلافيا واليونان وفنزويلا والبرازيل والعراق ولهند تامر. درست المرحلة الابتدائية في بيروت ونالت الثانوية في ريو دي جانيرو في البرازيل، حيث كان والدها يعمل سفيرا للبنــان هناك. وحصلت على البكالوريوس في العلوم السياسية والإدارة من جامعة القديس يوسف في بيروت.

## المسيرة المهنية
عملت في بداية مشوارها الصحفي في عدد من المجلات اللبنانية الأسبوعية، منها مجلة ماغازين والتحقت بوكالة فرانس برس في 1980 وأصبحت مديرة مكتبها في عمّان في 1987.
 وعملت مراسلة لإذاعة مونت كارلو الدولية في عمّان من 1988 إلى 2005. أسست حبيب أول ناد للصحافة الأجنبية في الأردن عام 1996. وأجرت أكثر من عشرين حوارا صحفيا مع الملك حسين وقامت بأوّل مقابلة مع الملك عبد الله الثاني في مارس 1999 بعد أقل من ثلاثة أسابيع من تنصيبه ملكا للأردن.

## حادثة اقتحام مقر المكتب
قام مكتب وكالة فرانس برس في عمّان في 13 يونيو 2011 بنشر خبر مفاده أنّ الملك عبد الله الثاني تعرّض للرشق بالحجارة أثناء زيارته للطفيلة في ذلك اليوم. وفي 14 يونيو قام حوالي ثلاث مائة شخص بالاحتجاج أمام مكتب الوكالة وطالبوا بإغلاقه وطرد مديرته. وفي 15 يونيو قام مجهولون باقتحام مقر الوكالة وقال الصحافي في مكتب الوكالة كمال طه أن المهاجمين «كانوا تقريبا عشرة أشخاص غاضبين، يحملون عصيا وقضبانا معدنية، هاجموا المكتب وكسروا نوافذه الخارجية، وتمكنوا من الدخول إلى صالة الانتظار، وحطموا الطاولات والخزانة والكراسي والهواتف، وبعض الملفات». وأضاف «ثم حاولوا كسر الأبواب بالأرجل للدخول إلى داخل المكتب من دون جدوى»، مضيفا «في هذه الأثناء أسرعت وأقفلت ابواب المكتب الداخلية والرئيسية كي لا يتمكنوا من الدخول». وروى طه ان «إحدى نساء الحي التي يجاور بيتها المكتب، اتصلت بالشرطة التي جاءت في ما بعد»، في حين لاذ المهاجمون بالفرار. وقبيل هذا الاعتداء، أكدت مديرة المكتب رندة حبيب انها تلقت اتصالا هاتفيا من شخص اتهمها بـ«الاعتداء على أمن الأردن»، وهددها قائلا «سنجعلك تدفعين الثمن غاليا».

## المناصب
- مديرة مكتب وكالة فرانس برس في عماّن منذ 1987[7]
- مراسلة لإذاعة مونت كارلو الدولية في عماّن من 1988 إلى 2005
- عضو مجلس إدارة مؤسسة وكالة فرانس برس، وهي منظمة غير ربحية أنشأتها وكالة فرانس برس
- عضو مجلس إدارة معهد الإعلام الأردني وهو منظمة غير ربحية تهدف إلى تحسين مستوى الصحافة في الشرق الأوسط

## الجوائز
- وسام الاستحقاق الوطني برتبة فارس، في فرنسا، 2001
- وسام جوقة الشرف برتبة فارس، 2008

## الأسرة والحياة الشخصية
متزوجة من رجل الأعمال الأردني عدنان الغرايبة ولها ولد وبنت هما سيف ويارا.

## مؤلفاتها
- الحسين أبا وإبنا، ثلاثون عاما غيرت الشرق الأوسط، دار ارشيبل للنشر، 2007 (بالفرنسية)

نشرت الترجمة العربية تحت عنوان «الحسين أبا وإبنا ثلاثون عاما غيرت الشرق الأوسط» عن دار الساقي للنشر في 2008 والترجمة الإنجليزية تحت عنوان "Hussein and Abdullah: Inside the Jordanian Royal Family" (حسين وعبد الله: داخل العائلة المالكة الأردنية) عن دار الساقي للنشر في يناير 2010

## وصلات خارجية
- المدونة الرسمية
- الحسين أبا وإبنا، ثلاثون عاما غيرت الشرق الأوسط، أمازون، تاريخ الوصول 15 يونيو 2011
- حسين وعبد الله: داخل العائلة المالكة الأردنية، أمازون، تاريخ الوصول 15 يونيو 2011
- صور الاعتداء على مكتب وكالة الصحافة الفرنسية في الأردن أريبيان بزنس، تاريخ الوصول 21 يونيو 2011